# Seconde bataille de Fredericksburg

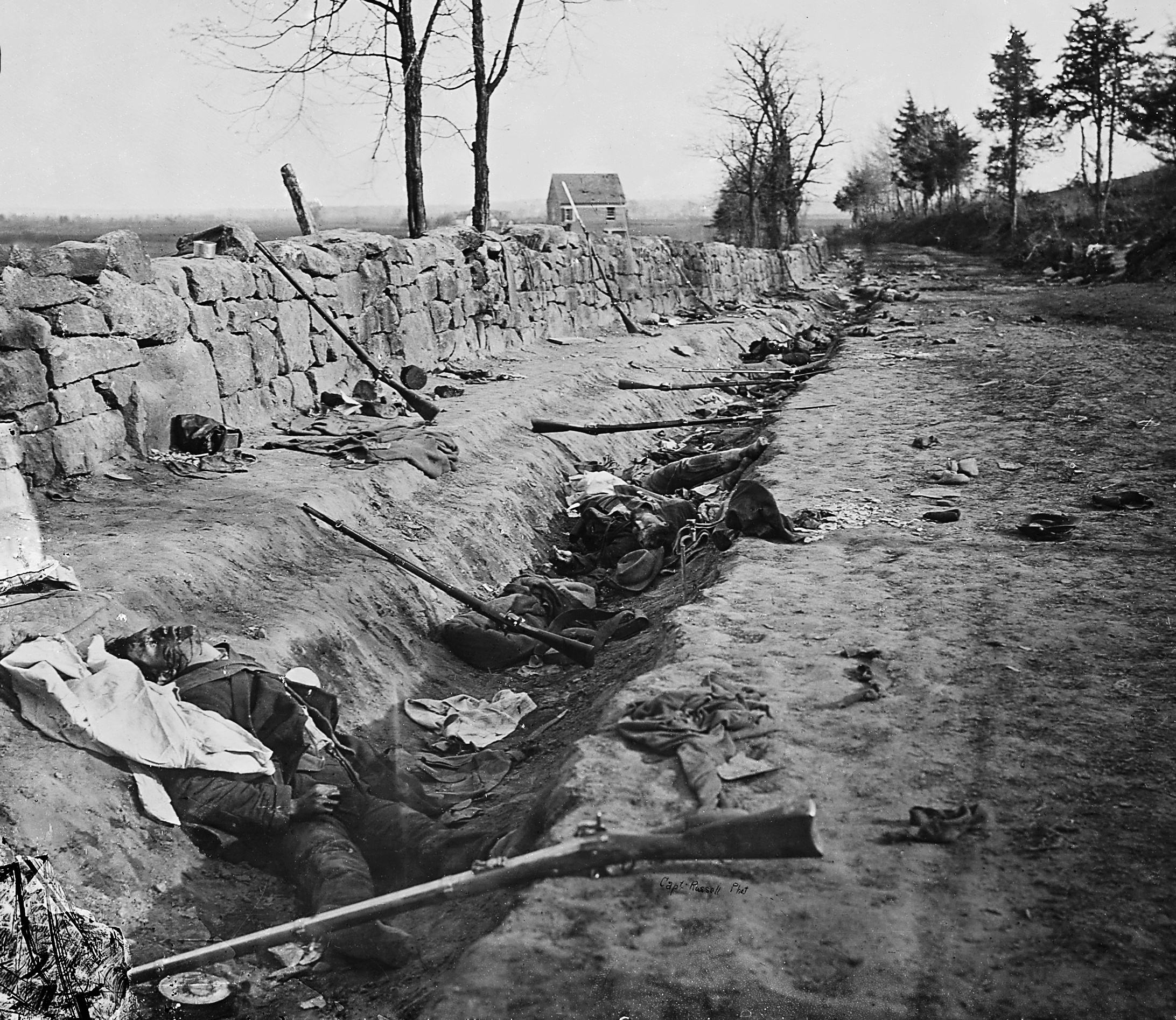
Morts confédérés derrière le mur de pierre de Marye's Heights, Fredericksburg, Virginie, 3 mai 1863

La deuxième bataille de Fredericksburg est une bataille de la guerre de Sécession. Elle s'est déroulée en 1863, un an après la première bataille de Fredericksburg en décembre 1862. Les Unionistes y battirent les Confédérés.